# Tereza Fajksová
Tereza Fajksová (17 de mayo de 1989, Ivančice, República Checa) es una modelo  especialista en administración pública, ecologista, y reina de belleza checa ganadora de Miss Tierra 2012
Es la primera representante de su país en ganar Miss Tierra, y la tercera europea en ganar el certamen después de Catarina Svensson de Dinamarca y  Džejla Glavović de Bosnia y Herzegovina la cual fue destituida. Además es la segunda representante de República Checa en ganar un certamen de belleza internacional del Grand Slam, después de Taťána Kuchařová quien fuera Miss Mundo 2006.

## Biografía
Tereza Fajksová proviene del pueblo de Ivančice, en Moravia Meridional (República Checa), donde pasó su infancia con sus abuelos, hermanos y padres. Asistió a la escuela primaria TG Masaryk en Ivančice y se graduó de secundaria en el gymnasium deportivo Ludvík Daněk en Brno, donde ha residido desde entonces.[cita requerida]
Fajksová es graduada en Administración Pública por la Universidad Mendel en Brno.
Antes de iniciarse en el modelaje, había sido jugadora de voleibol. Como capitana del equipo Královo Pole Brno, ganó tres campeonatos nacionales júnior de la República Checa. Su carrera de deportista del voleibol terminó cuando sufrió una lesión la cual le abrió las puertas en el mundo de la moda y el modelaje.

## Participación en concurso de belleza
Antes de concursar en Miss Tierra 2012, Tereza participó en Miss Tourism Queen International 2010, donde quedó de segunda finalista, y en Bikini International 2011 donde quedó entre las 24 mejores. 

### Česká Miss 2012
Tereza compitió en la edición del Česká Miss 2012 que se celebró el 31 de marzo de 2012 en el Teatro Musical Karlin, Praga. Ella en dicho concurso gana el título, Miss República Checa Tierra 2012, que le valió el derecho de representar a la República Checa en el Miss Tierra 2012.

### Miss Tierra 2012
En el concurso, Tereza ganó la medalla de plata en «Dolphins Love Freedom Mural Painting Challenge», «Resorts Wear Competition», «M.E Evening Gown Competition» y ganó el concurso Miss Kaolin Sea, Tereza es coronada en la noche del 24 de noviembre como Miss Tierra por la ecuatoriana Olga Álava en el Palacio de Versalles en Alabang, Filipinas. Miss Aire fue Filipinas,  Miss Agua Venezuela,  y Miss Fuego Brasil.

## Actividad como medio ambientalista
El 26 de noviembre de 2012, Fajksová participó en un festival de lectura y cuentacuentos del Philippine Daily Inquirer en el Ninoy Aquino Parks and Wildlife Center (Ciudad Quezón). Allí leyó la historia de "Amansinaya", sobre una comunidad de pescadores, a cerca de un millar de niños.
El 9 de abril de 2013, se reunió con el presidente de Mauricio Kailash Purryag para discutir sobre temas de medio ambiente, adicionalmente depositó flores en honor a los muertos en las inundaciones y realizó visitas las plantaciones de azúcar en Port Louis, Mauricio.
El 19 de abril de 2013, asistió a la Cumbre Internacional de Jóvenes Verdes (IYGS), celebrada en Sabha Widya, Wisma Makara, Universidad de Indonesia. Dio una charla sobre el tema "Cambiar el mundo a través de Acción Verde".[cita requerida]
El 22 de abril de 2013, Día de la Tierra, Reinita Arlin (Miss Turismo de Indonesia de 2012), Cathy Untalan (reina de belleza de Indonesia), Tereza Fajksová y estudiantes plantaron más de 3000 árboles en los jardines acuáticos del Eco Park en Cikarang de Indonesia.
| Predecesor: Šárka Cojocarová | Miss Tierra República Checa 2012 | Sucesor: Monika Leová |
| Predecesor: Olga Álava       | Miss Tierra 2012                 | Sucesor: Alyz Henrich |